# Allium franciniae
Allium franciniae — вид рослин з родини амарилісових (Amaryllidaceae); ендемік Сицилії, Італія.

## Опис
A. franciniae стрункі та гнучкі стебла, рожево-білі та лінійні листочки оцвітини, довгі нитки тичинок (2.5–3.0 мм), жовті пиляки.

## Поширення
Ендемік острова Мареттімо в архіпелазі, західна Сицилія, Італія. Населяє відкриті гариги та кам'янисті місцевості.